# Ukrainska befrielsearmén

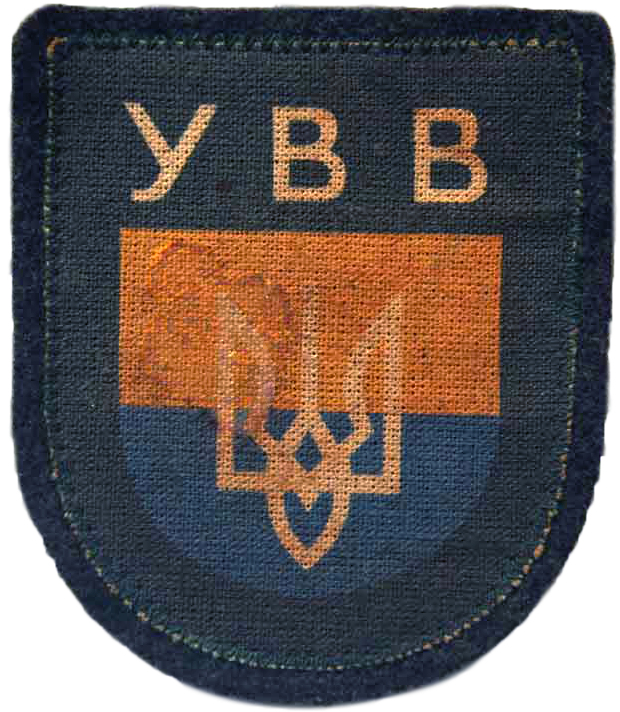
Förbandstecken för Ukrainska befrielsearmén.

Ukrainska befrielsearmén (ukrainska: Українське Визвольне Військо; Ukrajinske Vysvolne Vijsko, UVV) var från 1943 ett kollektivt namn på all ukrainsk personal vilka tillhörde tyska Wehrmacht.

## Bakgrund
I Galizien bodde huvudsakligen ukrainare med grekisk-katolsk tro. Till 1918 hörde landet till Österrike-Ungern. Efter kriget ingick det i den nybildade republiken Polen. Efter det sovjetiska anfallet mot Polen 1939 införlivades landet med den Ukrainska SSR. Vid Nazitysklands anfall mot Sovjetunionen 1941 besattes Galizien av tyska trupper. Till skillnad mot andra delar av Polen och Ukraina var den galiziska befolkningen vänligt sinnade mot de tyska trupperna. Därför förekom här praktiskt taget ingen partisanverksamhet.

## Storlek
Under 1944 fanns det ungefär 50 000 ukrainare som tjänstgjorde i den tyska armén. 1945 hade denna siffra stigit till cirka 80 000. Sammanlagt stod kanske 300 000 ukrainare i tysk tjänst, de flesta dock som Schutzmannschaft underställda Ordnungspolizei och SS. När UVV bildades 1943 fastställdes samtidigt att frivilliga från västra Galizien istället skulle tillföras 14. Waffen-Grenadier-Division der SS (galizische Nr. 1).

## Organisation
Till UVV räknades ukrainska Hilfswilliger vilka ingick i tyska förband, samt av ukrainare bildade östtrupper.

## Avveckling
Under början av 1945 överfördes personalen i UVA till den kortlivade Ukrainska nationalarmén.
UVA hade efter kriget lyckades ta sig in på västallierat område där de togs som krigsfångar och överfördes till krigsfångelägret i Rimini i norra Italien, som kontrollerades av den polska exilarmén under general Anders. Trots sovjetiska utlämningskrav av Ukrainska befrielsearmé-soldater, skyddade Anders dem som varande medborgare i Polska republiken. Flera hundra av UVA -soldaterna blev senare internerade i Schweiz och många av UVA-soldaterna gick senare in i franska Främlingslegionen.